# Kościanik

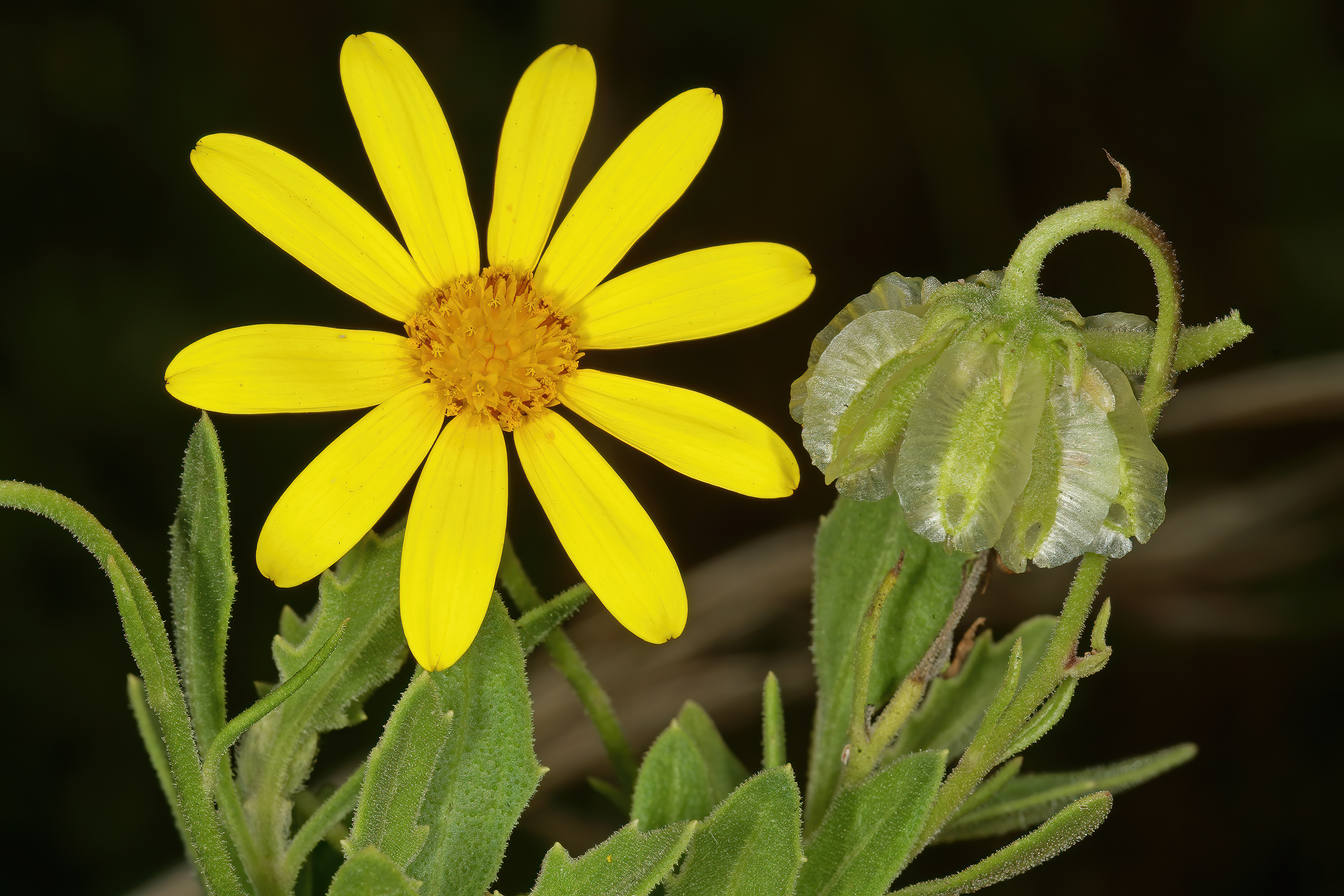
Osteospermum auriculatum

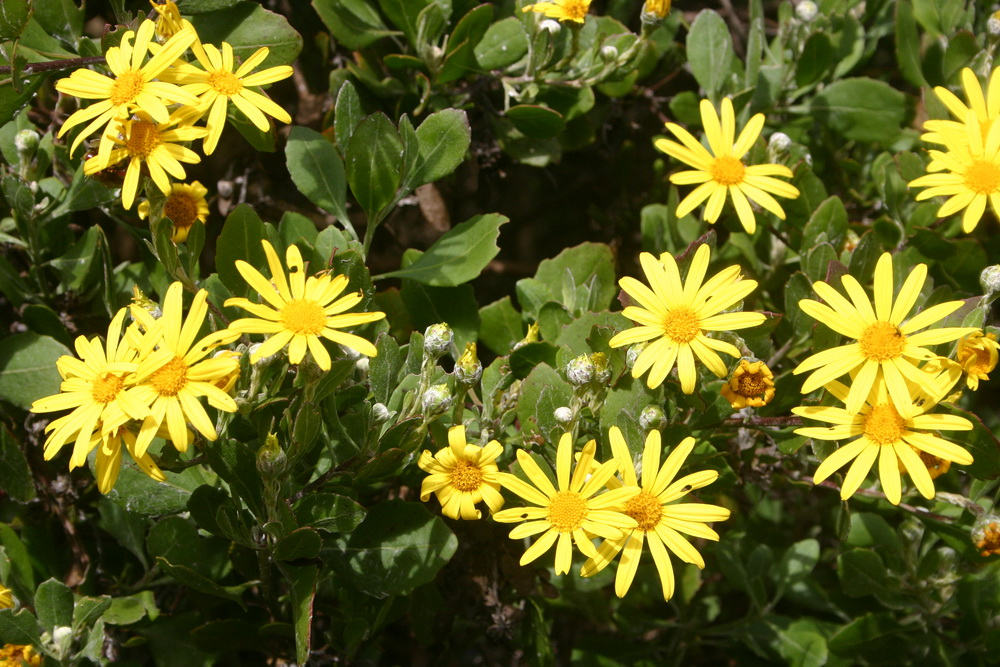
Osteospermum moniliferum

Kościanik (Osteospermum L.) – rodzaj roślin z rodziny astrowatych. Należy do niego 75 gatunków. Występują one w południowo-zachodniej Azji, we wschodniej i południowej Afryce (centrum zróżnicowania stanowi południowa Afryka), a jako rośliny introdukowane także w południowo-zachodniej Europie, południowo-zachodnich Stanach Zjednoczonych, w Australii i Nowej Zelandii. Rosną w formacjach trawiastych, w tym też częściowo zadrzewionych.
Liczne gatunki, zwłaszcza pochodzenia mieszańcowego, uprawiane są jako rośliny ozdobne, przy czym najbardziej rozpowszechnione gatunki uprawiane tu tradycyjnie zaliczane wyodrębniane są współcześnie do rodzaju dimorfoteka Dimorphotheca.

## Morfologia

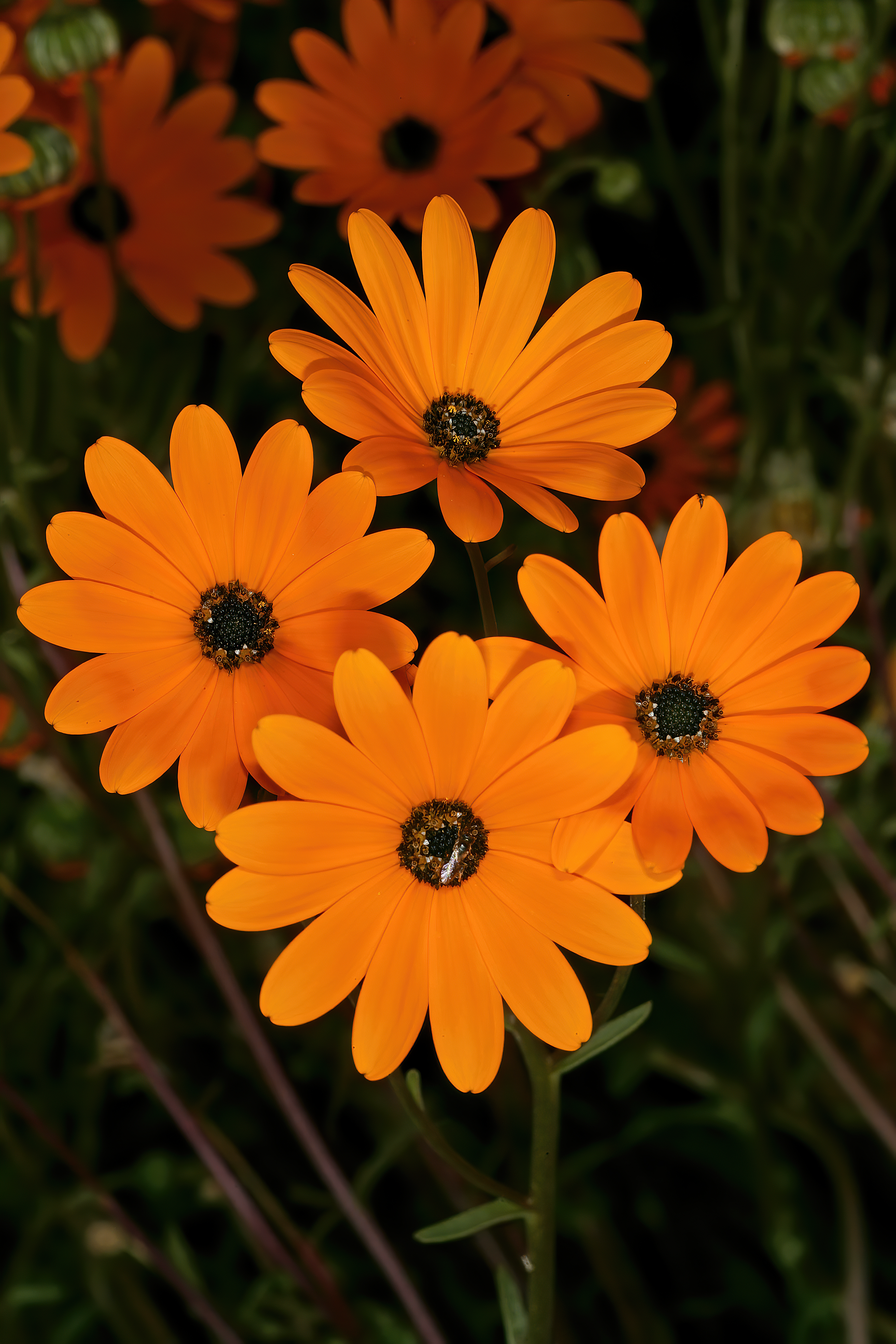
Osteospermum hyoseroides

PokrójByliny, drewniejące u nasady pędów półkrzewy oraz krzewy, rzadziej rośliny jednoroczne; osiągające od kilku cm do ponad 1,5 m wysokości. Pędy wzniesione lub ścielące się, nagie lub owłosione, w tym też czasem szczeciniasto lub gruczołowato; zwykle mniej lub bardziej aromatyczne.
LiścieSkrętoległe lub naprzeciwległe, siedzące lub ogonkowe, o blaszce pojedynczej, okrągławej, eliptycznej, lancetowatej lub równowąskiej, całobrzegie lub ząbkowane.
KwiatyZebrane w koszyczki. Okrywa z listkami ułożonymi w jednym, dwóch lub trzech szeregach. Kwiaty języczkowe na skraju koszyczka są żółte lub pomarańczowe, żeńskie. Wewnętrzną część koszyczka zajmują kwiaty rurkowate męskie, barwy białej, żółtej lub fioletowej.
OwoceNiełupki o jednakowym lub zróżnicowanym kształcie, proste lub wygięte, obłe lub trójkanciaste, czasem oskrzydlone, bez puchu kielichowego.

## Systematyka
Pozycja systematyczna
Rodzaj z rodziny astrowatych Asteraceae, w obrębie której klasyfikowany jest do podrodziny Asteroideae i plemienia Calenduleae.
Wykaz gatunków
- Osteospermum acanthospermum (DC.) Norl.
- Osteospermum aciphyllum DC.
- Osteospermum afromontanum Norl.
- Osteospermum amplectens (Harv.) Norl.
- Osteospermum angolense Norl.
- Osteospermum apterum (B.Nord.) J.C.Manning & Goldblatt
- Osteospermum armatum Norl.
- Osteospermum asperulum (DC.) Norl.
- Osteospermum attenuatum Hilliard & B.L.Burtt
- Osteospermum auriculatum (S.Moore) Norl.
- Osteospermum australe B.Nord.
- Osteospermum bidens Thunb.
- Osteospermum bolusii (Compton) Norl.
- Osteospermum breviradiatum Norl.
- Osteospermum burttianum B.Nord.
- Osteospermum calcicola (J.C.Manning & Goldblatt) J.C.Manning & Goldblatt
- Osteospermum calendulaceum L.f.
- Osteospermum ciliatum P.J.Bergius
- Osteospermum connatum DC.
- Osteospermum corymbosum L.
- Osteospermum crassifolium (O.Hoffm.) Norl.
- Osteospermum dentatum Burm.f.
- Osteospermum elsieae Norl.
- Osteospermum grandidentatum DC.
- Osteospermum grandiflorum DC.
- Osteospermum hafstroemii Norl.
- Osteospermum herbaceum L.f.
- Osteospermum hirsutum Thunb.
- Osteospermum hispidum Harv.
- Osteospermum hyoseroides (DC.) Norl.
- Osteospermum ilicifolium L.
- Osteospermum imbricatum L.
- Osteospermum incanum Burm.f.
- Osteospermum junceum P.J.Bergius
- Osteospermum karrooicum (Bolus) Norl.
- Osteospermum lanceolatum DC.
- Osteospermum leptolobum (Harv.) Norl.
- Osteospermum microcarpum (Harv.) Norl.
- Osteospermum microphyllum DC.
- Osteospermum moniliferum L.
- Osteospermum monocephalum (Oliv. & Hiern) Norl.
- Osteospermum monstrosum (Burm.f.) J.C.Manning & Goldblatt
- Osteospermum montanum Klatt
- Osteospermum muricatum E.Mey. ex DC.
- Osteospermum namibense Swanepoel
- Osteospermum nervosum (Hutch.) Norl.
- Osteospermum nordenstamii J.C.Manning & Goldblatt
- Osteospermum norlindhianum J.C.Manning & Goldblatt
- Osteospermum nyikense Norl.
- Osteospermum oppositifolium (Aiton) Norl.
- Osteospermum pinnatilobatum Norl.
- Osteospermum pinnatum (Thunb.) Norl.
- Osteospermum polycephalum (DC.) Norl.
- Osteospermum polygaloides L.
- Osteospermum polypterum (DC.) R.Sadler
- Osteospermum potbergense A.R.Wood & B.Nord.
- Osteospermum pterigoideum Klatt
- Osteospermum pyrifolium Norl.
- Osteospermum rigidum Aiton
- Osteospermum rosulatum Norl.
- Osteospermum rotundifolium (DC.) Norl.
- Osteospermum sanctae-helenae Norl.
- Osteospermum scariosum DC.
- Osteospermum sinuatum (DC.) Norl.
- Osteospermum spathulatum (DC.) Norl.
- Osteospermum spinescens Thunb.
- Osteospermum spinigerum (Norl.) Norl.
- Osteospermum spinosum L.
- Osteospermum striatum Burtt Davy
- Osteospermum subulatum DC.
- Osteospermum thodei Markötter
- Osteospermum tomentosum (L.f.) Norl.
- Osteospermum triquetrum L.f.
- Osteospermum vaillantii (Decne.) Norl. – kościanik Vaillanta
- Osteospermum volkensii (O.Hoffm.) Norl.